# HMS Goliath (1898)
El HMS Goliath fue un acorazado pre-dreadnought de la Marina Real Británica y miembro de la clase Canopus. Destinados al servicio en Asia, el Goliath y sus buques gemelos eran más pequeños y rápidos que los acorazados anteriores de la clase Majestic, pero conservaban la misma batería de cuatro cañones de 12 pulgadas (305 mm). También llevaba un blindaje de menor grosor, pero incorporaba el nuevo blindaje Krupp, que era más efectivo que el blindaje Harvey utilizado en la clase Majestic. El Goliath fue puesto en quilla en enero de 1897, botado en marzo de 1898 y puesto en servicio en la Royal Navy en marzo de 1900.
El buque fue desplegado en la China Station desde su puesta en servicio hasta 1903, cuando regresó al Reino Unido; fue enviado de vuelta a aguas del este de Asia, pero mientras estaba en ruta fue reasignado a la Flota del Mediterráneo. A principios de 1906, fue transferido a la Flota del Canal, seguido de una temporada en la Home Fleet a partir de principios de 1907. Fue enviado al Mediterráneo por segunda vez en 1908, y más tarde regresó nuevamente a la Home Fleet en 1909, antes de ser apartado en reserva en 1913. Con el estallido de la Primera Guerra Mundial en agosto de 1914, el Goliath fue movilizado al 8.º Escuadrón de Batalla. Inicialmente sirvió como barco de guardia en Loch Ewe, uno de los puertos utilizados por la Gran Flota, antes de escoltar el cruce de las tropas británicas a Bélgica a finales de agosto.
El Goliath luego tomó parte en operaciones contra el África Oriental Alemana, participando en el bloqueo del crucero ligero alemán SMS Königsberg en el río Rufiji. A partir de marzo de 1915, formó parte de la Campaña de los Dardanelos, y permaneció en apoyo del desembarco en Galípoli en abril. El 13 de mayo de 1915, el Goliath fue hundido en la bahía de Morto, frente al cabo Helles, por tres torpedos del destructor otomano Muâvenet-i Millîye. De sus 750 tripulantes, 570 murieron en el ataque.

## Características técnicas

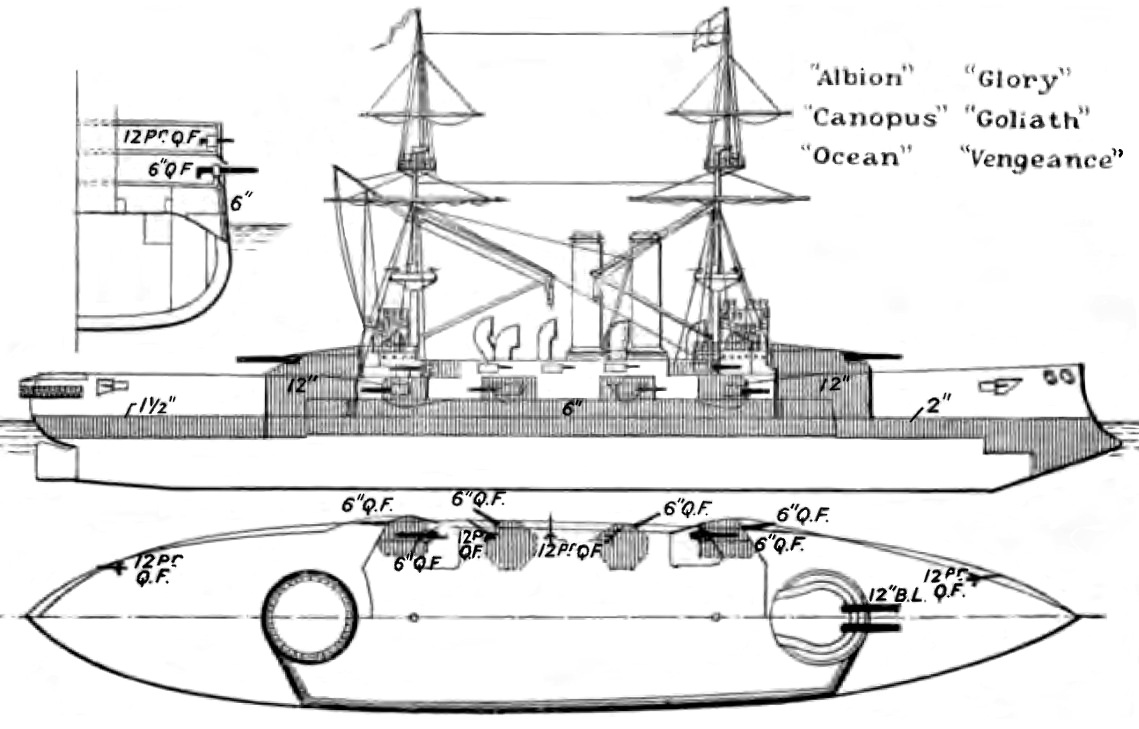
Plano simplificado con expresión del armamento de la clase Canopus en 1906

### Dimensiones y tripulación
El Goliath y sus cinco buques gemelos fueron diseñados para servir en Extremo Oriente, donde la nueva potencia en ascenso, Japón, estaba comenzando a construir una poderosa armada, aunque este papel fue rápidamente redundante por la Alianza anglo-japonesa de 1902. Los barcos fueron diseñados para ser más pequeños, ligeros y rápidos que sus predecesores, los acorazados de la clase Majestic.  El Goliath tenía 128,5 m (421 pies y 6 pulgadas) de eslora, con una manga de 22,6 m (74 pies) y un calado de 7,90 m (26 pies). Desplazaba 13 360 t (13 150 toneladas largas) normalmente y 14 500 t (14 300 toneladas largas) a plena carga. Su tripulación contaba con 682 hombres, entre oficiales y marineros, ampliable a 750.

### Propulsión
Los barcos de la clase Canopus estaban propulsados por un par de motores de triple expansión de 3 cilindros, con vapor proporcionado por veinte calderas Belleville. Fueron los primeros acorazados británicos con calderas de tubos de agua, que generaban más energía a un menor costo en peso en comparación con las calderas pirotubulares utilizadas en los barcos anteriores. Las nuevas calderas condujeron a la adopción de embudos de proa y popa, en lugar de la disposición de costado a costado utilizados en muchos acorazados británicos anteriores.
Los buques de la clases Canopus demostraron ser rápidos buques de vapor, con una mayor velocidad punta que la de sus rivales. La propulsión estaba proporcionada por veinte calderas de tubo de agua a vapor Belleville asociadas a dos motores de triple expansión de 3 cilindros que le proporcionaban 13 500 HP indicados y una velocidad de 18 nudos como máximo (33 km/h; 21 mph), dos nudos más que la clase Majestic.

### Armamento

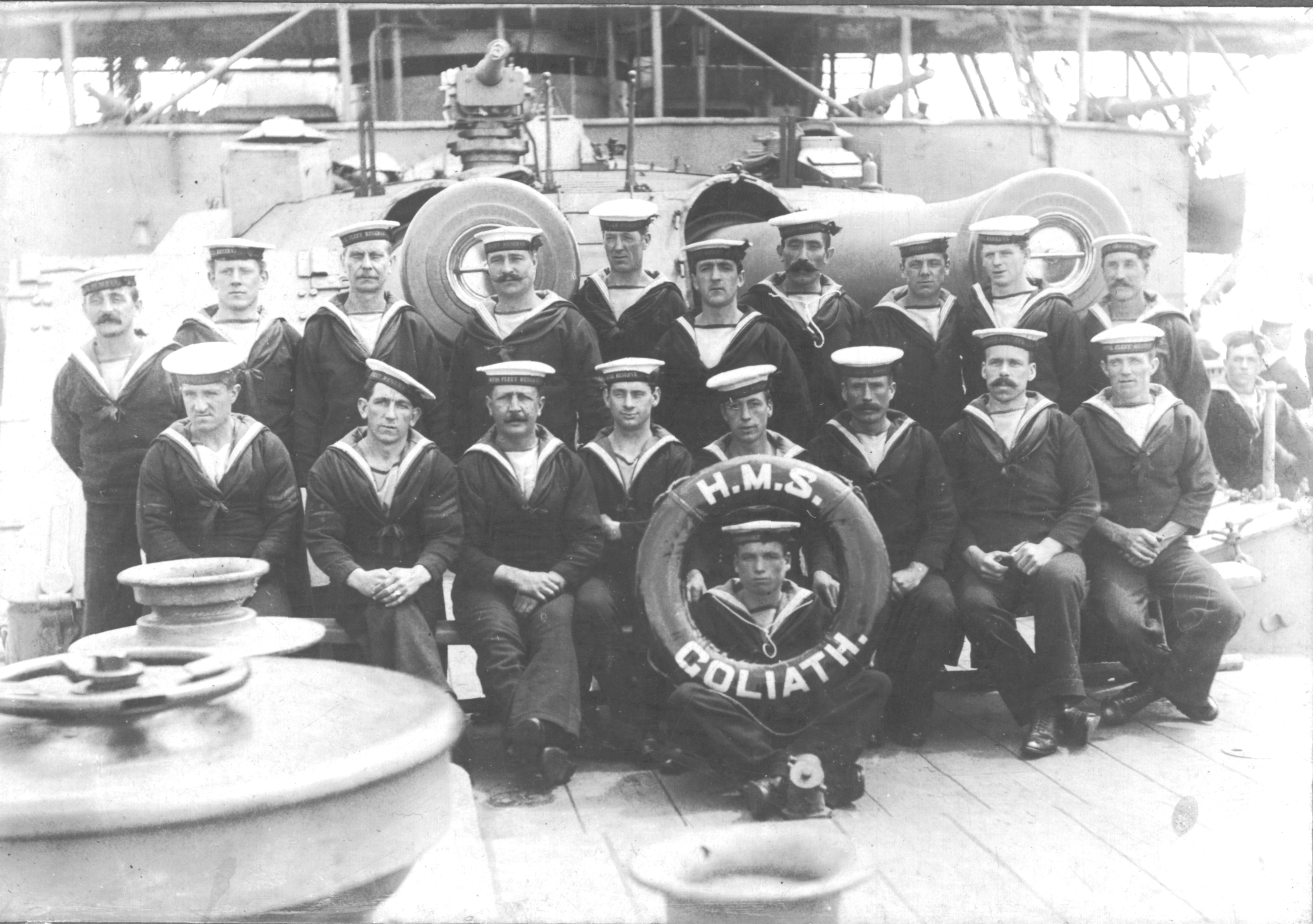
Parte de la tripulación del Goliath delante de una batería principal de 305 mm

El Goliath tenía una batería principal de cuatro cañones de calibre 35 de 12 pulgadas (305 mm) montados en torretas gemelas a proa y popa; estos cañones estaban montados en barbetas circulares que permitían una carga completa, aunque a una altura fija. El buque también portaba una batería secundaria de doce cañones de calibre 40 de 6 pulgadas (152 mm) montados en casamatas, además de diez cañones de 12 libras y seis cañones de 3 libras para la defensa contra torpederos. Como era habitual en los acorazados de la época, también estaba equipado con cuatro tubos lanzatorpedos de 18 pulgadas (457 mm) sumergidos en el casco, dos en cada costado cerca de la barbetas de proa y popa.

### Blindaje

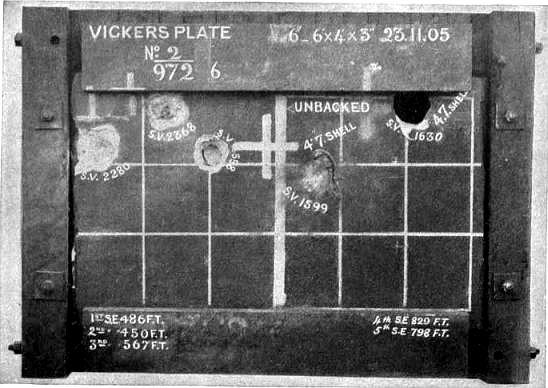
Blindaje de acero Krupp en pruebas de fuego, c. 1911

Para ahorrar peso, el Goliath llevaba menos blindaje que los buques de la clase Majestic, 6 pulgadas (152 mm) en el cinturón en comparación con las 9 pulgadas (229 mm) de la clase Majestic, aunque el cambio del blindaje Harvey en los Majestic al blindaje Krupp en el Goliath significó que la pérdida de protección no fue tan grande como podría parecer, ya que el acero Krupp tenía un mayor valor protector a igual peso que su equivalente Harvey. Del mismo modo, el resto del blindaje utilizado para proteger la nave también tenía menor espesor. Los mamparos transversales en cada extremo de la cinta tenían de 6 a 10 pulgadas (152 a 254 mm) de espesor. Las torretas de la batería principal eran de 10 pulgadas (254 mm) de grosor, sobre barbetas de 12 pulgadas (305 mm), y la batería de casamata estaba protegida con 6 pulgadas (152 mm) de acero Krupp. Su torre de mando también tenía 12 pulgadas de espesor. Estaba equipado con dos cubiertas blindadas, de 1 y 2 pulgadas (25 y 51 mm) de espesor, respectivamente.

## Historial

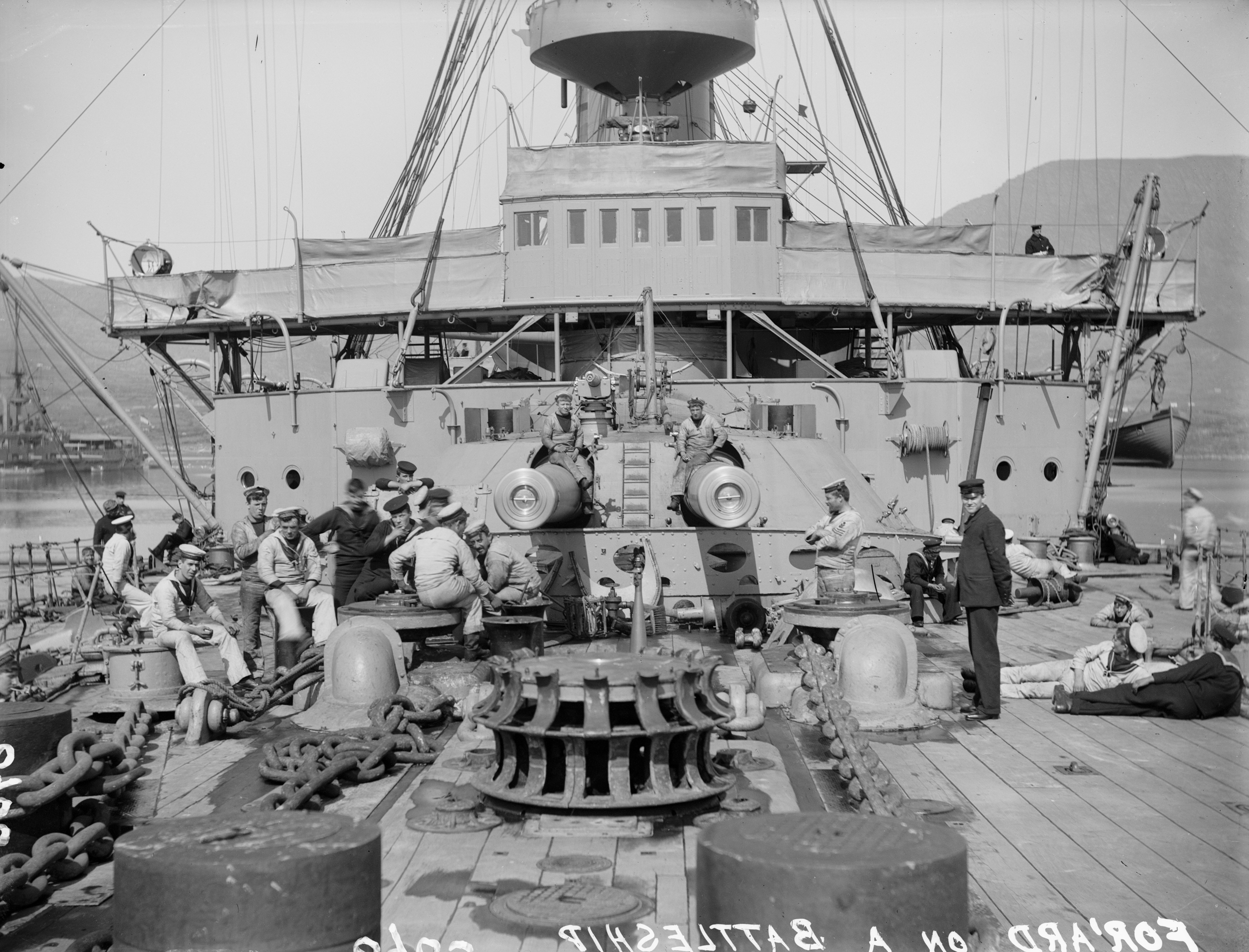
Tripulación en la cubierta de popa de un buque la clase Canopus, c. 1905

### Antes de la Primera Guerra Mundial
La quilla del Goliath se colocó el 4 de enero de 1897 y el casco completo se botó el 23 de marzo de 1898. El buque fue comisionado el 27 de marzo de 1900 por el capitán Lewis Edmund Wintz para servir en la China Station, donde llegó más tarde ese mismo año. Se sometió a un reacondicionamiento en Hong Kong desde septiembre de 1901 hasta abril de 1902. El capitán Frank Hannam Henderson fue nombrado al mando el 11 de julio de 1902. Dejó la China Station en julio de 1903 y regresó al Reino Unido, donde pasó a la reserva en el astillero de Chatham el 9 de octubre de 1903. Mientras estaba en la reserva, el Goliath se sometió a un segundo reacondicionamiento en la Palmers (río Tyne) de enero a junio de 1904, y luego participó en maniobras más tarde ese mismo año. El 9 de mayo de 1905, el Goliath regresó al servicio en Chatham para relevar a su buque gemelo Ocean en la China Station. Sin embargo, el Reino Unido y Japón ratificaron un tratado de alianza mientras estaba en su viaje de ida, lo que permitió a la Royal Navy reducir su presencia en la Extremo Oriente y retirar todos los acorazados de esas aguas; cuando el Goliath llegó a Colombo, Ceilán, en junio de 1905, fue obligado a regresar, y en su lugar fue agregado a la Flota del Mediterráneo. En enero de 1906, fue transferido a la Flota del Canal.

Después de ser equipado con control de fuego, el Goliath fue transferido a la División Portsmouth de la nueva Home Fleet el 15 de marzo de 1907. Tenía su base en Portsmouth, y se sometió a una revisión de maquinaria allí desde agosto de 1907 hasta febrero de 1908. Una vez finalizado su reacondicionamiento, el Goliath fue dado de alta el 4 de febrero de 1908 para el servicio en la Flota del Mediterráneo. Durante su viaje a Malta, uno de los ejes de sus hélices se fracturó y requirió un período de reparación de cuatro meses antes de poder comenzar su servicio. El 20 de abril de 1909 finalizó su servicio y arribó a Portsmouth. El 22 de abril, el Goliath volvió a servir en la 4.ª División de la Home Fleet, en el Nore. Durante este servicio, fue reacondicionado en Chatham en 1910-1911 y fue enviado a Sheerness. En 1913, quedó inactivo y encuadrado en la 3.ª Flota.

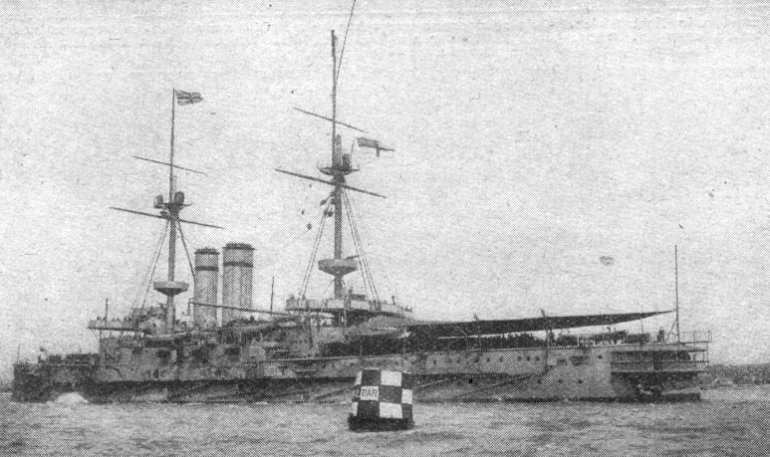
Imagen del Goliath extraída de The War Illustrated el 22 de mayo de 1915

### Primera Guerra Mundial
Cuando estalló la Primera Guerra Mundial en agosto de 1914, el Goliath regresó a la actividad apresuradamente y fue asignado al 8.º Escuadrón de Batalla de la Flota del Canal, que operaba desde Devonport. Fue enviado a Loch Ewe como buque de guardia para defender el fondeadero de la Gran Flota, y luego cubrió el desembarco del Batallón de Marines de Plymouth en Ostende, Bélgica, el 25 de agosto de 1914. Para esta operación, el buque y otros tres acorazados —Vengeance, Prince George y Caesar—, un crucero protegido y seis destructores escoltaron a los buques de tropas; al mismo tiempo, elementos de la Gran Flota atacaron la línea de patrulla alemana frente a Heligoland para ocupar la Hochseeflotte (Flota de Alta Mar alemana).

#### Operaciones en África Oriental Alemana
El Goliath fue transferido a la Estación de las Indias Orientales el 20 de septiembre para apoyar a los cruceros en servicio de convoy en Oriente Medio, escoltando un convoy indio al Golfo Pérsico y al África Oriental Alemana hasta octubre. Esto incluyó un importante convoy de tropas que partió de la India el 16 de octubre, en compañía del acorazado Swiftsure. La llegada del Goliath permitió que los cruceros que habían estado ocupados con convoyes de escolta se unieran a la caza del crucero ligero alemán SMS Königsberg. El crucero alemán, después de haber hundido al crucero británico Pegasus en la batalla de Zanzíbar, fue bloqueado por tres cruceros británicos en el delta del río Rufiji a finales de octubre. El Goliath llegó poco después y se unió al bloqueo del delta, pero la noticia de la derrota británica en la batalla de Coronel el 1 de noviembre obligó al Almirantazgo a transferir al Goliath a Sudáfrica, ya que se temía que la Escuadra alemana de Asia Oriental pudiera atacar la colonia después de que entrara en el Atlántico sur. Para complicar aún más las cosas, el Goliath tuvo problemas con el motor al llegar a Mombasa, Kenia, y no pudo continuar hacia Sudáfrica, y en su lugar se envió el crucero acorazado Minotaur. Después de que sus motores fueron reparados, el Goliath reanudó su asignación anterior con la fuerza de bloqueo en el delta de Rufiji.
En noviembre, el Goliath intentó acercarse lo suficiente como para neutralizar al Königsberg, pero las aguas eran demasiado someras como para permitirle ponerse al alcance del crucero. Como resultado, partió para bombardear Dar es Salaam el 28 y el 30 de noviembre. En el primer ataque, el Commander Henry Ritchie, oficial ejecutivo del Goliath, ganó la Cruz Victoria. El Goliath y el crucero protegido Fox destruyeron la residencia del gobernador colonial; el segundo bombardeo resultó ser menos efectivo. El Goliath se sometió a un reacondicionamiento en la Base Naval de Simon's Town, Sudáfrica, desde diciembre de 1914 hasta febrero de 1915. Luego regresó al delta del Rufiji el 25 de febrero ya que parecía, por la actividad alemana, que el Königsberg tenía intención de evadir el cerco. Durante este período, el Goliath bombardeó las posiciones alemanas en Lindi, pero no vio acción con el Königsberg. El 25 de marzo, el Goliath recibió la orden de trasladarse al Mediterráneo para participar en las operaciones frente a los Dardanelos, siendo relevado por el crucero protegido Hyacinth. El acorazado abandonó aguas del África Oriental Alemana una semana después, el 1 de abril de 1915 y puso rumbo a su nuevo destino, vía Canal de Suez.

#### Batalla de Galípoli
A su llegada al mar Egeo, el Goliath se unió a la Primera Escuadra, que incluía otros siete acorazados y cuatro cruceros, y estaba comandada por el contraalmirante Rosslyn Wemyss. El Primer Escuadrón se encargó de apoyar el desembarco en el cabo Helles, que tuvo lugar el 25 de abril. En la mañana del desembarco, el Goliath tomó una posición frente a Y beach, entre 3.700 y 4.600 m de la costa para proporcionar apoyo de fuego artillero. Los cruceros protegidos Sapphire y Amethyst se acercaron, y los tres buques abrieron fuego alrededor de las 05:00, señalando el inicio del ataque. Los otomanos no hicieron ningún intento de interrumpir el desembarco, ya que las fuerzas aliadas habían lanzado con éxito un ataque sorpresa. A última hora del día, sin embargo, un contraataque otomano había avanzado desde Krithia para amenazar el flanco británico, pero los disparos del Goliath y los cruceros interrumpieron el ataque. Esa noche, los otomanos lanzaron otro contraataque, esta vez contra el centro de la línea británica, que fue rechazado.
Una vez que el sol comenzó a salir, el Goliath y los cruceros, que para entonces habían sido reforzados por los cruceros Talbot y Dublin, bombardearon a los otomanos, obligándolos a retirarse nuevamente. En la mañana del 26 de abril, los soldados heridos comenzaron a ser transportados fuera de la playa, primero al Goliath y a los cruceros de la costa.
El general británico Ian Hamilton, Comandante en Jefe de las fuerzas de desembarco, cita al Goliath en labores de reembarco de tropas, ante los constantes contraataques otomanos.

«El desembarco en la playa de Ari-Burum [sic] le correspondió a los Kings Own Scottish Borderes y al batallón de infantería de marina de Plymouth.»
«El lugar donde hubieron de desembarcar es una estrecha franja arenosa, al oeste de Krithia. Pasada esa franja se eleva un peñón de 260 pies de altura, cubierto de matorral.» [...]
«A las siete de la larde del día 26 no quedada ya más que la mitad del efectivo de los Scottish Borderes, y éstos habían de sostenerse en trincheras construidas para un cuádruple número de defensores. Cuando los supervivientes estaban ya extenuados por los continuos combates que hubieron de resistir, y como no se podía contar con la ayuda de nuevos refuerzos, se dio la orden de reembarcar.»
«Gracias a la eficaz cooperación de los buques Goliath, Dublin, Amethyst y Japphire [sic] y a la conducta heroica de una sección colocada a retaguardia, que se sacrificó estoicamente, se efectuó sin ningún tropiezo el reembarco de los dos batallones.»
Sir Ian Standish Monteith Hamilton.

Un error de comunicación con los hombres en tierra llevó a un esfuerzo de evacuación no intencionado y más grande. En el curso de la acción, sufrió algunos daños por los disparos de los fuertes otomanos y las baterías costeras. Más tarde ese mismo día, se restableció el orden en tierra y las tropas aliadas pudieron ocupar Sedd el Bahr. Los aliados desembarcaron refuerzos, lo que permitió que el avance avanzara hacia Krithia el 27 de abril. El Goliath y varios otros acorazados bombardearon a los defensores otomanos alrededor de la ciudad para apoyar el ataque, que comenzó a la mañana siguiente (28 de abril) alrededor de las 10:00 h. El Goliath se movió lo más cerca posible de la costa, para emplear todos sus cañones a muy corta distancia. A pesar del fuerte apoyo de fuego, las tropas aliadas no pudieron desalojar a los defensores otomanos, y la Primera Batalla de Krithia terminó con una derrota aliada. El Goliath fue alcanzado de nuevo por los cañones otomanos el 2 de mayo.

#### Hundimiento y pérdida del buque
A mediados de mayo, la flota aliada había desarrollado una rotación de dos acorazados estacionados frente a Galípoli todas las noches para apoyar a las tropas atrincheradas en la península. En la noche del 12 al 13 de mayo, el Goliath estaba posicionado con el acorazado Cornwallis. Los dos barcos estaban amarrados en la bahía de Morto, con el Goliath por delante del Cornwallis; cinco destructores patrullaban la zona contra los torpederos otomanos. El destructor otomano Muâvenet-i Millîye zarpó a última hora del 12 de mayo al amparo de una noche sin luna. Navegando muy lentamente, los otomanos pudieron escabullirse de las patrullas de destructores alrededor de la 01:00 del 13 de mayo. Quince minutos más tarde, los vigías a bordo del Goliath avistaron al Muâvenet-i Millîye y lanzaron un ataque; los otomanos respondieron, pero rápidamente aumentaron la velocidad y lanzaron tres torpedos contra el Goliath. Los británicos abrieron fuego, pero solo lograron disparar tres rondas antes de que el primer torpedo impactara en el barco. Dos torpedos impactaron casi simultáneamente, el primero en la parte delantera de la torreta y el segundo en la chimenea de proa, causando una gran explosión. El Goliath comenzó a zozobrar casi de inmediato, y estaba tumbado de costado cuando un tercer torpedo impactó cerca de la torreta de popa. El Muâvenet-i Millîye aceleró y escapó indemne en la oscuridad de la noche, mientras los otros buques de guerra británicos se reunían para rescatar a los supervivientes del Goliath. Unos 570 hombres, de una tripulación de 750, murieron en el hundimiento, incluido el comandante del barco, el Captain Thomas Shelford.

«El 13 [de mayo] la escuadra franco-inglesa bombardeó la parte indefensa de la costa de Gallípoli [sic], sin otro resultado que la pérdida del acorazado Goliath, que fue torpeado y hundido por los turcos. [...] De su tripulación, compuesta por más de 600 hombres, se salvaron solo 20 oficiales y 160 marineros. El torpedero turco que hundió al Goliath regresó a puerto sin novedad.»
Julián Pérez Carrasco. Episodios de la Guerra Europea, tomo III.

El pecio yace boca abajo a una profundidad de 63 metros y está enterrado en gran parte en sedimentos. Solo se ve parte del casco, que quedó muy destrozado por la explosión, y una de sus hélices de tornillo.